# Paroecister zikani
Paroecister zikani är en skalbaggsart som beskrevs av August Reichensperger 1923. Paroecister zikani ingår i släktet Paroecister och familjen stumpbaggar. Inga underarter finns listade i Catalogue of Life.